# Baus
Els Baus (en occità provençal Lei Bauç de Provença, ço és "els Balços"; en francès Les Baux-de-Provence) és un municipi francès situat al departament de Boques del Roine, a la regió de Provença – Alps – Costa Blava. Té una població de 428 habitants, segons el cens de 2014.
El municipi està centrat al voltant d'un poble situat sobre un esperó rocós de 200 m d'altitud, començament d'un altiplà i primer contrafort de la cadena de les Alpilles. El municipi és dominat per una vasta fortalesa, avui en ruïnes, des d'on es gaudeix d'una àmplia vista sobre les planes del sud, cap a Arle i la Camarga.
Els habitants són els baucencs (femení: baucenques).
En aquest municipi hi va ser explotat per primera vegada el mineral d'alumini, la bauxita.
Aquest municipi pertany a l'associació Els vilatges més bells de França.

## Demografia
| Evolució de la població |      |      |      |      |      |      |      |      |
| 1793                    | 1800 | 1806 | 1821 | 1831 | 1836 | 1841 | 1846 | 1851 |
| 3 531                   | 394  | 575  | 506  | 510  | 498  | -    | 484  | 431  |

| 1856 | 1861 | 1866 | 1872 | 1876 | 1881 | 1886 | 1891 | 1896 |
| ---- | ---- | ---- | ---- | ---- | ---- | ---- | ---- | ---- |
| 412  | 404  | 415  | 395  | 360  | 350  | 367  | 337  | 338  |

| 1901 | 1906 | 1911 | 1921 | 1926 | 1931 | 1936 | 1946 | 1954 |
| ---- | ---- | ---- | ---- | ---- | ---- | ---- | ---- | ---- |
| 355  | 301  | 300  | 216  | 220  | 204  | 198  | 151  | 180  |

| 1962 | 1968 | 1975 | 1982 | 1990 | 1999 | 2006 | 2011 | 2016 |
| ---- | ---- | ---- | ---- | ---- | ---- | ---- | ---- | ---- |
| 253  | 295  | 367  | 433  | 457  | 434  | -    | -    | -    |

| 2019 | - | - | - | - | - | - | - | - |
| ---- | - | - | - | - | - | - | - | - |
| -    | - | - | - | - | - | - | - | - |

## Història
Les capacitats defensives de l'indret l'han fet des de sempre un lloc atraient per a l'hàbitat humà. Han estat trobats rastres de vida que han estat datats a uns 6.000 anys. Va ser utilitzada pels Celtes com un fort o un oppidum al voltant del segle ii aC.
A l'edat mitjana va esdevenir una plaça forta d'un domini feudal controlant 79 ciutats i pobles de la rodalia. La fortalesa va ser construïda del segle xi al xiii, sobre una vasta extensió de set hectàrees. Els senyors dels Baus van controlar la Provença durant nombrosos anys, aconseguint una forta reputació. Deien ser descendents del rei-mag Baltasar, per això sortia al seu escut d'armes una estrella de plata de setze punxes, per a recordar la que, segons l'Evangeli, va guiar els tres reis cap a Betlem; i la seva inscripció era «a l'atzar, Baltasar».
La fortalesa ha tingut una història militar moguda i va ser objecte de nombrosos assalts. La sòlida torre de l'homenatge que actualment encara la domina, recorda la importància d'aquest castell, objecte de totes les cobdícies, en el moment de l'època medieval.
Al segle xii els senyors dels Baus es van sotmetre al final de les guerres baussenques. El gran castell va començar a tenir una reputació per la seva cort fortament cultivada i cavalleresca. El domini disminueix finalment al segle xv a la mort de l'última princesa dels Baus.
Els Baus, així com la Provença, són llavors lligats a la corona de França sota la fèrula de la família Manville. El poble va esdevenir un centre del protestantisme i va temptar fins i tot una revolta contra la corona el que comportà que, el 1632, el cardenal Richelieu ordenés enderrocar el castell i els seus murs.
El 1642, la ciutat va ser oferta a la família Grimaldi en tant que marquesat. El títol de Marquès dels Baus els és d'altra banda encara reconegut. Administrativament, la ciutat és francesa i el títol de marquès dels Baus és tradicionalment donat a l'hereu del tron monegasc, actualment Albert de Mònaco).
El 1822 s'hi descobreix l'existència de bauxita pel geòleg Pierre Berthier. El mineral és intensament explotat per l'empresa Pechiney fins al seu esgotament al final del segle xx.
El nombre d'habitants que viu encara a la vila vella - la part alta del poble - és només de 22 habitants, i menys de 450 habitants per a tot el municipi, mentre que en el temps de màxima esplendor hi vivien aproximadament 4.000 baucencs.

## Administració
| Període   | Identitat     | Partit |
| --------- | ------------- | ------ |
| 1995-2009 | Gérard Jouve  |        |
| 2009-     | Michel Fenard |        |

## Llocs d'interès
El municipi té 22 monuments històrics, encara que la major part dels edificis que componen el castell es troben en l'actualitat en estat de ruïnes.
- Capella de Santa Caterina dels Baus
- Capella de Sant Blai dels Baus, antiga capella provençal del segle xii.
- Castell dels Baus, ruïnes medievals de l'antiga fortalesa, propietat del municipi.
- Església de Sant Vicent dels Baus, construïda entre els segles XII-XVI i en part cavada dins la roca.
- Finestra Post Tenebras Lux, vestigi d'una mansió renaixentista.
- Palau de Manville, construït al segle xvi i seu de l'ajuntament des de 1960.
- Palau dels Porcelets, amb façana del segle xvi, que alberga el museu Yves-Brayer.
- Porta Aiguiera (Porta de l'aigua [del recinte de la vila]), única porta per a carros del municipi.

## Fills il·lustres
- Charles Rieu (1846-1924) poeta i trobador.